# Harpymimus
Harpymimus war eine Gattung von Dinosauriern aus der Gruppe der Ornithomimosauria innerhalb der Theropoda. Sie zählt zu den älteren und urtümlicheren Vertretern dieser Gruppe. 

## Merkmale
Harpymimus erreichte eine Länge von rund 3,5 Metern. Sein Körperbau glich dem der übrigen Ornithomimosauria: es waren schlanke, leicht gebaute Tiere, die sich biped (nur auf den Hinterbeinen) fortbewegten. Die Hintergliedmaßen waren deutlich länger als die Vordergliedmaßen, die Arme und Hände waren verglichen mit denen anderer Theropoda relativ groß, aber zierlich gebaut. Der relativ kleine Kopf saß auf einem langen Hals. Harpymimus zeigt allerdings noch eine Reihe urtümlicher Merkmale: zwar war der Oberkiefer zahnlos, im vorderen Teil des Unterkiefer saßen aber noch kleine Zähne – die späteren Ornithomimosauria waren gänzlich zahnlos. Pro Kieferhälfte waren vermutlich rund 11 Zähne vorhanden, sie sind allerdings zu stark beschädigt, um Genaueres über ihren Bau sagen zu können. Vermutlich befand sich ein Hornschnabel an der Spitze der Schnauze. Ebenfalls im Gegensatz zu späteren Ornithomimosauriern war der Mittelhandknochen des Daumens noch kürzer als die beiden anderen und der Oberarmknochen war relativ dick. Die Mittelfußknochen zeigen einen annähernd arctometatarsalen Zustand, bei dem sich der mittlere der drei Knochen nur moderat nach oben verjüngte.
Der Körperbau von Harpymimus war wie bei allen Ornithomimosauria auf ein schnelles Laufen ausgerichtet. Was diese Tiere fraßen, ist nicht bekannt.

## Entdeckung und Benennung

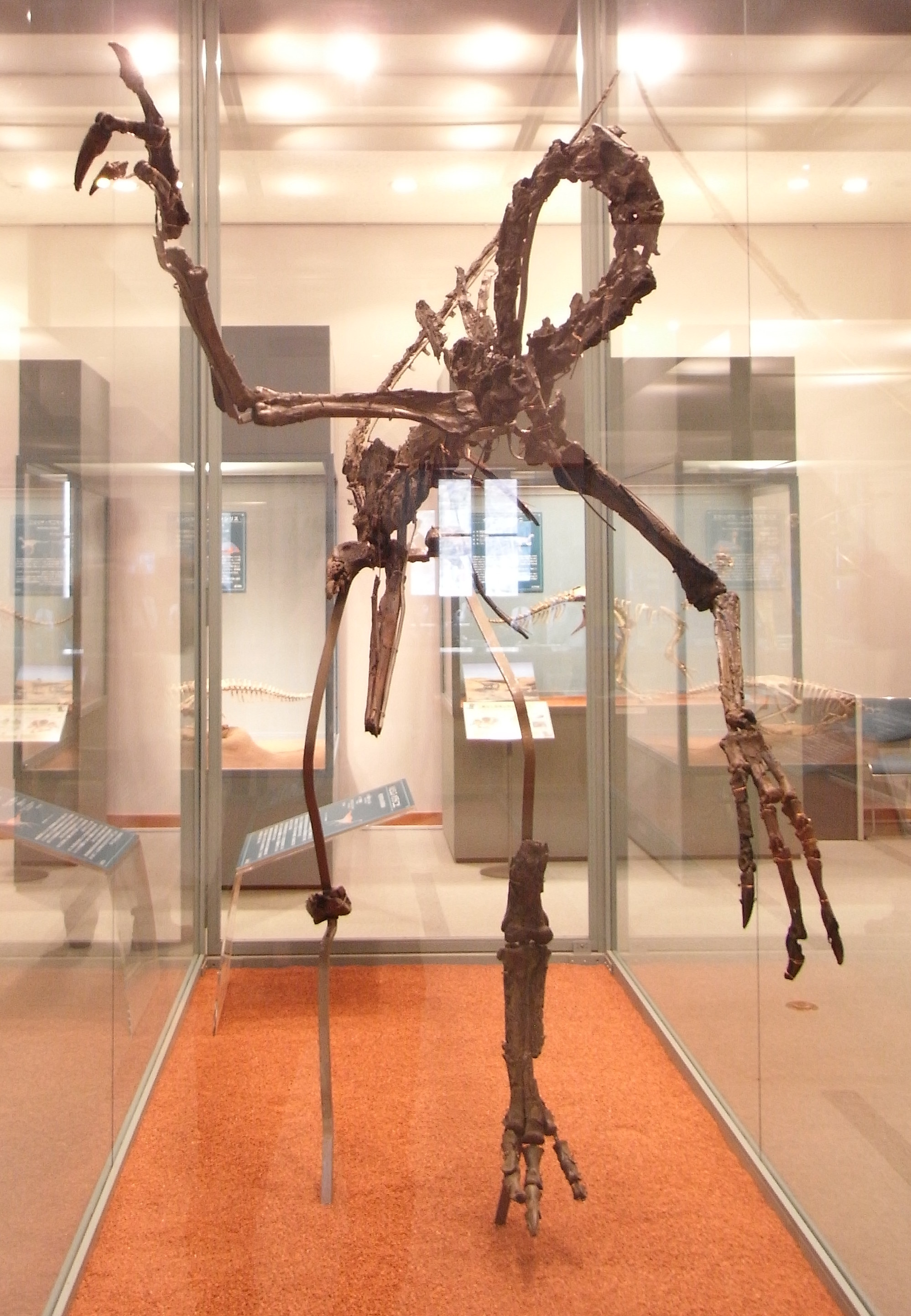
Harpymimus Holotyp

Die fossilen Überreste von Harpymimus wurden in der Region Dund-Gobi-Aimag in der Mongolei gefunden und 1984 erstbeschrieben. Der Name bedeutet „Nachahmer der Harpyie“, das sind geflügelte Gestalten der griechischen Mythologie. Typusart und einzig bekannte Art ist Harpymimus okladnikovi. Die Funde werden in die späte Unterkreide (spätes Albium) auf ein Alter von etwa 107 bis 100 Millionen Jahre datiert.

## Systematik
Harpymimus wird in kladistischen Analysen als eher urtümlicher Vertreter der Ornithomimosauria klassifiziert. Er ist höher entwickelt als Pelecanimimus und Shenzhousaurus (die beiden beispielsweise ebenfalls noch Zähne hatten), aber basaler als Garudimimus und die Ornithomimidae. Manchmal wird die Gattung in eine eigene monotypische Familie Harpymimidae gestellt.